# 첼시 번

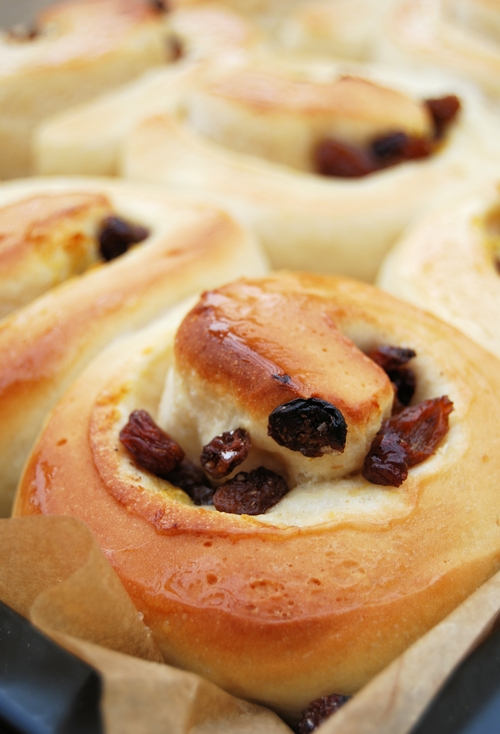
첼시 번

첼시 번(Chelsea bun)은 건포도가 든 번 빵의 일종이며, 런던의 한 지역인 첼시에서 처음 제조되었다.